# Communications on Pure and Applied Mathematics
Communications on Pure and Applied Mathematics est une revue scientifique mensuelle à comité de lecture publiée par John Wiley & Sons pour le compte du Courant Institute of Mathematical Sciences. Elle couvre le domaine des mathématiques pures et appliquées qui est celui de l'Institut Courant.
Fondée en 1948 sous le titre Communications on Applied Mathematics, il est rebaptisé l'année suivante.
Le Journal Citation Reports lui attribue un facteur d'impact de 3.617 en 2015.